# Aethocauda rubella
Aethocauda rubella är en insektsart som beskrevs av Williams 1976. Aethocauda rubella ingår i släktet Aethocauda och familjen Derbidae. Inga underarter finns listade i Catalogue of Life.